# Setodes chandravarna
Setodes chandravarna är en nattsländeart som beskrevs av Schmid 1987. Setodes chandravarna ingår i släktet Setodes och familjen långhornssländor. Inga underarter finns listade i Catalogue of Life.